# Freddy Krueger
Frederick Charles „Freddy” Krueger kitalált szereplő a Rémálom az Elm utcában című horrorfilmsorozatból. Elsőként Wes Craven 1984-es Rémálom az Elm utcában című filmjében tűnt fel, mint égett arcú, pengés kesztyűvel rendelkező, emberfeletti tulajdonságokkal rendelkező sorozatgyilkos, aki rémálmaikban végez fiatalkorú áldozataival. Freddy Krueger alakját Wes Craven alkotta meg, a szereplőt a filmsorozat mindegyik részében, illetve a televíziós sorozatban is Robert Englund játszotta. A 2003-as Freddy vs. Jason című crossover filmben a szintén közismert sorozatgyilkos, Jason Voorhees volt az ellenfele. Az első Rémálom az Elm utcában film megjelenése óta Krueger a populáris kultúra jól ismert alakjává vált.
Krueger egy élőhalott, különleges ismertetőjegyei közé tartozik égett arca, zöld-piros csíkos pulóvere, barna kalapja és borotvaéles pengékkel felszerelt bőrkesztyűje. A szereplő a rémálmok világában halhatatlan, de ha átkerül a való életbe, akkor természetfeletti erejét elveszíti és sebezhetővé válik.

## Története
Freddy története a Rémálom az Elm utcában sorozat egyes részeiben fokozatosan bontakozik ki. Életében sorozatgyilkos volt és bíróság elé került, de egy formai hiba miatt szabadlábra helyezték. A kisvárosi emberek ezen feldühödve felgyújtották Őt. Halála után a rémálmok megalkotóival kötött szövetséget, így szellemként visszatérhetett, hogy folytathassa, amit életében elkezdett, és bosszút álljon, amiért elválasztották őt Kathryntől. Szellemként birtokolja az álom megszállásának képességét, amivel tetszése szerint alakíthatja áldozata álmait. Ha valaki bármilyen sérülést szerez egy ilyen Freddy-álomban, az megtörténik vele a valóságban is, ezért ha szemtanú nélkül marad, általában öngyilkosságnak tűnik a halála. Erejét áldozatai félelméből nyeri, ezért gyakran eljátszik velük, mielőtt kivégezné őket. Rémálmaiban visszatérő elem az Elm utcai háza, egy ugrókötelező kislány (valójában a lánya); jelenlétét pedig pengéinek vészjósló, csikorgó hangja a falon, illetve egy megállás nélkül skandált vers jelzi:
"One, two, Freddy's coming for you;

Three, four, better lock your door;

Five, six, grab your crucifix;

Seven, eight, gonna stay up late;

Nine, ten, never sleep again!"
"Egy, két, Freddy hozzád lép, 

Három, négy, mindig észnél légy, 

Öt, hat, a kereszt sem hat, 

Hét, nyolc ébren forgolódsz, 

Kilenc, tíz senkiben se bízz."
"Egy, kettő, Freddy érted jő,

Három, négy, az ajtót zárd be észnél légy, 

Öt, hat, a kereszt nem óvhat, 

Hét, nyolc, ébren forgolódsz, 

Kilenc, tíz, többé ne aludj el."
Anyukája apáca volt a negyvenes években, Amanda Krueger. Egyszer a springwoodi kórház lezárt szárnyánál volt, ahová a veszélyes őrültek voltak bezárva, ám valaki véletlenül bezárta őt oda, az őrültek napokig rejtegették, és megerőszakolták. Majd 9 hónap múlva (1942. 2/27.) megszületett Freddy. Amanda folyamatosan attól rettegett, hogy ő az antikrisztus, ezért képtelen volt szeretni akkor még újszülött fiát. Később, miután Amanda Krueger rejtélyes módon meghalt, Freddy nevelőszülőhöz került. A nevelőapja pedig verte őt, sokszor ok nélkül. Felnőtt korában, a felesége is idegesítette őt, legfőkképp akkor, amikor a dolgai közt matatott, de a lányát szerette. De mint kiderült, Kathryn nem szereti őt, nagyon nem.

## Képességei
Freddy az álomvilágban gyakorlatilag legyőzhetetlen, de ha áldozata úgy ébred föl, hogy közben megérinti őt, Freddy átkerül a való világba vele együtt. A valóságban is birtokol természetfeletti képességeket – úgy, mint a falon járás –, de ilyen állapotában már sebezhető. Megerősödve már több képességet is birtokol, amivel veszélyes lehet éber áldozataira is: képes életre kelteni a holttestét (ahogy tette ezt a harmadik részben) valamint megszállni embereket, és ezzel irányítani őket (a második részben, valamint a Freddy vs. Jason című filmben látható). Ezeken a képességeken kívül csak az álomvilágban tud kárt okozni, így amíg a kiszemelt áldozat ébren tartó gyógyszereket szed, vagy a fiktív, „álomgátló" szert, a Hypnocilt használja, biztonságban van tőle.

## Eredete
A sorozat harmadik és ötödik részéből derül ki Freddy eredete: egy Amanda Krueger nevű apáca, Freddy anyja, az ünnepi időszakban, pár nappal karácsony előtt, az ápolók figyelmetlensége miatt bennmaradt az őrültek közt. Az őrültek több napig rejtegették, és közben megverték, majd megerőszakolták. Napokkal később találtak rá halálközeli állapotban, terhesen. Halála után Frederick Charles Krueger nevelőszülőkhöz került. Mostohaapja alkoholista volt és gyakran bántalmazta őt gyerekkorában. Freddy kiskorában szociopatás tüneteket mutatott, ami általában kisebb állatok megölésében mutatkozott. Származásáért osztálytársai sokszor gúnyolták őt. Tinédzser korában Freddy szembefordult apjával és megölte őt. Nem tudni, hogy a harmincas évekig mit csinált.
Felnőtt korában egy erőműben dolgozott, később ide hurcolta a gyerekeket, hogy végezzen velük. Egy Loretta nevű nőt vett feleségül, akitől egy lánya született: Kathryn. A Krueger család az Elm utca 1428 szám alatt levő házban lakott, Freddy gyerekkori lakhelyén. Kathryn magányos gyerek volt, a szomszéd gyerekek sorra tűntek el, majd kerültek elő holtan. A rendőrség képtelen volt megoldani a rejtélyt, a média pedig a Springwoodi Rém (angolul Springwood Slasher) néven kezdte emlegetni. Loretta idővel rájött, hogy férje egy titkos helyiséget tart a pincében, ahol a gyilkosságairól szóló újságcikkeket és számos pengés kesztyűt tart. Mikor Freddy ezt megtudta, megfojtotta feleségét Kathryn előtt.
Lánya ezután nevelőszülőkhöz került, az eset pedig kitörlődött az emlékezetéből (egészen a hatodik epizódig nem emlékezett rá).
Freddyt ezek után, Donald Thompson hadnagy elkapta és letartóztatta. Miután 1 hónapig előzetes letartóztatásban volt, elkezdődött a tárgyalása. Semmit nem találtak ellene és nem írták alá a házkutatási parancsot, ezért Freddyt végül felmentették. A feldühödött szülők a házához vonultak és a kazánházban találtak rá. Fölgyújtották a házát, ő pedig a kazánházban égett, de halála előtt szövetséget kötött három démonnal, akik megígérték neki, hogy folytathatja a gyilkosságait, ha őket szolgálja a továbbiakban. Freddy holttestét egy roncstelepen rejtették el, majd igyekeztek elfelejteni őt. Házába a Thompson család költözött.

## Rémálom az Elm utcában (1984)
Az első epizódban a család lánya Nancy rémálmoktól szenved, amikben egy torz alak, Freddy megöli a barátait. Krueger többükkel is végez, mindezt öngyilkosságnak álcázva. Az egyetlen ember, aki tudja az igazságot, az Nancy, de őt őrültnek nézik emiatt, hiszen egy rég halott embernek tulajdonítja a gyilkosságokat. Végül rájön Freddy titkára: átrántja magával a való világba, ahol fölgyújtja és végezne vele, de Krueger elmenekül és megöli Nancy anyját. Nancy egyedül marad Kruegerrel, de egyszerűen hátat fordít neki és közli, hogy nem fél tőle. Ez elveszi Freddy minden erejét, hiszen a félelemből táplálkozik.

## Rémálom az Elm utcában 2. – Freddy bosszúja
Öt évvel később a második epizódban a Walsh család költözik a Krueger-házba. A fiú, Jesse kapja meg Nancy szobáját és nem sokkal a beköltözés után rémálmok kezdik gyötörni, amiben Freddy arra utasítja, hogy gyilkoljon helyette. Jesse megtalálja Nancy naplóját, amiben részletesen beszámol Freddyről. Elfogja a rettegés, de a szülei nem figyelnek rá. Egy éjszaka Jesse elindul szórakozni egy bárba, ahol találkozik egy tanárával. Jesse később a tanár holtteste mellett ébred, kezén Krueger kesztyűjével. Freddy teljesen átveszi az irányítást fölötte: megöli legjobb barátját, és kis híján a húgát is. Jesse egy partin próbál menedéket keresni, de Freddy legyőzi és segítségével átlép a való világba. Jesse végül barátnője segítségével legyőzi Kruegert: harcol ellene és visszaszerzi az irányítást teste fölött.

## Rémálom az Elm utcában 3. – Álomharcosok
Hat évre az első rész után. A harmadik epizódban, az Álomharcosokban egy csapat fiatalt zártak egy elmegyógyintézetbe, mert mindegyiküknek ugyanaz a szakadt csíkos pólós, zöld kalapos „mumus” jelent meg rémálmukban. Ezek a fiatalok az utolsók azon Elm utcai gyerekekből, akiknek a szülei ölték meg Freddy Kruegert. Egyikőjük, Kristen különleges képességgel rendelkezik: képes más alvó embereket bevonni a saját álmába. Az osztályra egy új doktornőt is felvesznek egy régi ismerőst: Nancy Thompson-t (Heather Langenkamp). Nancy először egy kísérleti stádiumban lévő gyógyszerrel, a Hypnocillal akarja elmulasztani a rémálmokat. Majd az életbemaradt fiatalok a doktornő segítségével felveszik a harcot Freddy-vel az álmok világában, miközben Nancy apja Thompson hadnagy (John Saxon) és kollégája Dr. Neil Gordon (Craig Wasson) Freddy csontjait keresik egy roncstelepen. Dr. Neil Gordonnak, Freddy anyjának szelleme elárulta, hogy csak akkor törhető meg Freddy átka, ha a maradványait megszentelt földben temetik el. Freddy erősebb mint valaha és már nem csak az álomharcosoknak kell megküzdeni velük, hanem a való világban életre kelt csontvázával Neilnek és Thompson hadnagynak is. Krueger, az apjának álcázva magát megöli Nancyt, de mielőtt végezne a többiekkel is, Neil befejezi a temetési szertartást, ezzel elűzve Krueger szellemét.

## Rémálom az Elm utcában 4. – Az álmok ura
A negyedik epizódban, az Álom urában Freddy leszámol az álomharcosok megmaradt tagjaival. Ezzel be is végezte volna, ugyanis az Elm utcai szülők gyerekeiből már senki sem maradt életben. Kristen azonban halála előtt átadja erejét Alice Johnsonnak (Lisa Wilcox). Alice azzal a rendkívüli képességgel rendelkezik, hogy képes átvenni a Freddy által meggyilkolt személyek erejét. Alice végül is legyőzi Freddyt aki elengedi a halottak lelkeit. Ezzel elmúlik minden ereje és a semmibe vész a teste. A ruhája és „munkaeszköze” maradt meg belőle. Freddy eltűnt. De tudjuk, hogy csak egy időre…

## Rémálom az Elm utcában 5. – Az álomgyerek
Freddy Krueger újra lecsap. Elsőként Alice barátját öli meg, majd hamarosan elintéz mindenkit, aki a lány környezetébe kerül. Alice egyetlen lehetséges szövetségese Amanda Krueger, Freddy régóta halott mamája. Krueger mama előélete zaklatott, hiszen azután adott életet szörnyszülött fiának, hogy őrültek házába zárták. Amanda lelke csapdába esett, de ha Alice-nek sikerül megszabadítania, a mama megfékezheti vérszomjas fiacskáját, Freddyt...

## Rémálom az Elm utcában 6. – Freddy halála: Az utolsó rémálom
Jellemző módon az utolsó Freddy Krueger-filmre maradt a Krueger-család történetében tátongó hézagok befoltozása: ebben a filmben derül ki Freddy Krueger teljes előélete, és a fő ok, amiért könyörtelen sorozatgyilkossá vált – még életében. Hasonlóképpen az is kiderül, honnan származik korlátlan hatalma, és miért képes újra meg újra föltámadni.
Nem tudni, mi történt Alice-szel és fiával, Jacobbal (Freddy Krueger valószínűleg őket is elintézte), ám a 6. rész jóval az 5. rész után játszódik. Springwood teljes fiatalsága kipusztult, a felnőttek jórésze megőrült. Mindössze egyetlen fiatal, egy ismeretlen springwoodi fiú maradt életben, akit az elpusztíthatatlan Freddy Krueger felhasznál arra, hogy megtalálja azt a valakit, akit régen elvettek tőle. Meg akarja találni a lányát – és ki akar szabadulni Springwoodból, rá a világra. Krueger régen elveszett lánya már középkorú pszichológusnő egy ifjúsági javítóintézetben. Gyanús, visszatérő álmai arra ösztönzik őt, kutassa fel a múltját. A szálak mind Springwoodba vezetnek, egyenesen Freddy Kruegerhez. Bár sikerül átmenetileg kiszabadulnia a városhatárokon túlra, lánya harcba száll vele és végül elpusztítja a szörnyeteget.
Legalábbis egy időre…

## Wes Craven új rémálma
A sorozat hetedik részét 1994-ben mutatták be, a rendezői székben pedig újra Wes Craven ült (aki az első részt is rendezte).
A film összemossa az álom, a valóság és a filmbéli valóság határait is.
A történet szerint az előző hat rész egy filmsorozat volt, de Krueger valóban létezik és csak úgy lehet megállítani, ha forgatnak róla egy utolsó filmet.
Ebben az epizódban Freddy új külsőt kapott, és az összes színész magát alakítja. Feltűnik John Saxon is, aki az első és harmadik részben játszotta Nancy apját.
Apró poén a film végén, hogy a stáblista szerint Freddy Krueger is önmagát játszotta a filmben a többi színészhez hasonlóan.

## Freddy vs. Jason
A nyolcadik epizódban Freddy a pokolban szenved. Az elm utcaiak elfelejtették őt, ezért nem tud kísérteni az álmaikban. Elküldi ezért Jason Voorheest, a hírhedt sorozatgyilkost, hogy végezzen pár gyerekkel az Elm utcában, így az ott élők neki tulajdonítják majd a gyilkosságokat, ő pedig visszatérhet. Jason azonban nem tudja abbahagyni a vérengzést, Freddynek ezért nem marad áldozata. Krueger szövetségese életére tör, és egy hosszadalmas küzdelem után -melynek során megcsonkítják, összevagdalják, összezúzzák, megmérgezik, leszúrják egymást- Jason a vízbe esik, de mielőtt Freddy megölné a gyerekeket, átszúrja őt. Minden elcsendesedett, egy pár órára. A párás, mocsaras tóból valami mászik ki, ami nem más, mint Jason Freddy fejével a kezében. Ez az egész sorozat végét jelenti, tehát véget ért a rémálom és a vérengzés... Mígnem Jason kezében Freddy feje kacsint egyet.

## Rémálom az Elm utcában (2010)
A kilencedik részben Freddy-t Jackie Earle Haley játssza, a filmet pedig a zenei klipjeiről ismer Samuel Bayer rendezte. A film történetében visszatér a kezdetekhez, Nancy Thompsonhoz, gazdagabb látványelemekkel és még több borzongással.